# Aojiabao
Aojiabao är en socken i Kina. Den ligger i provinsen Liaoning, i den nordöstra delen av landet, omkring 110 kilometer öster om provinshuvudstaden Shenyang. Antalet invånare är 8 519. Befolkningen består av 4 152 kvinnor och 4 367 män. Barn under 15 år utgör 13,0 %, vuxna 15-64 år 77 %, och äldre över 65 år 9,0 %.
Runt Aojiabao är det ganska tätbefolkat, med 60 invånare per kvadratkilometer. Närmaste större samhälle är Nankouqian, 16,8 km nordväst om Aojiabao. I omgivningarna runt Aojiabao växer i huvudsak blandskog.
Genomsnittlig årsnederbörd är 1 169 millimeter. Den regnigaste månaden är juli, med i genomsnitt 279 mm nederbörd, och den torraste är januari, med 10 mm nederbörd.